# Transport dans l'oblast de Mourmansk
Les transports dans le sujet russe de l'oblast de Mourmansk sont marqués par la faible densité de peuplement de la région, et les conditions climatiques parfois extrêmes qui réduisent les voies de communication et de transports à quelques axes

## Transport routier

### Longueur
Le réseau routier de l'oblast de Mourmansk se composait au 1er janvier 2020 de 3585,124 kilomètres de routes, dont 96,3 % d'entre elles sont goudronnées (soit 2472 km). Les routes sont pour certaines des routes fédérales (561,396 km), des routes régionales (2025, 628 km) ou des routes locales (998,1 km). La majorité des localités de l'oblast (106 sur 145, soit 73,1 %) sont desservies par des routes goudronnées, soit un pourcentage plus élevé que la moyenne russe, qui est de 66,1%. Le réseau routier se connecte à la fois au réseau routier russe, mais aussi au réseau routier norvégien et finlandais, avec 4 postes frontières (2 pour la Finlande dont celui de Raja-Jooseppi, 1 pour la Norvège). Le réseau fait partie du réseau routier européen,.

### Routes principales
La principale route de l'oblast est la route fédérale R-21 Kola, seule route fédérale de l'oblast. Elle était connue avant 2011 sous le nom de M18, et traverse l'oblast du sud au nord, depuis la frontière avec la Carélie, par Kandalakcha, Poliarnye Zori, Montchegorsk, Olenegorsk, Kola (au sud de Mourmansk), Petchenga, Zapoliarny avant d'arriver à la frontière avec la Norvège en direction de Kirkeness dans la kommune de Sør-Varanger. La route possède une branche au sud de Mourmansk qui va de la route jusqu'à son aéroport, et une autre du sud de Mourmansk, en contournant la ville, jusqu'à Severomorsk. Cette seconde branche agit comme un périphérique oriental à la ville, avec près de la moitié en deux fois deux voies.
Outre cette route, de nombreuses routes régionales existent, la plupart partant de la R21 en direction des localités de l'oblast. La plus grande est la 47A-001, de la R21 (Kandalakcha), via Alakourtii jusqu'à Salla en Finlande, longue de 166 kilomètres. Vient ensuite la 47K-050 Serebrianka (litt. « route du nord »), longue de 136 kilomètres, de la R21 (Sud de Mourmansk) à Toumanny. Puis il y a la 47K-011 (134 km), d'Oumba à Varzouga ; la 47K-037 (127 km) de Kirovsk à Oumba ; la 47K-010 d'Oumba à Kandalakcha (109 km de long), qui longe la côte de Kandalakcha ; la 47K-089 (101 km) de Nikel à Paksuniemi (Finlande) ; la 47K-021 (100 km) de la R21 à Kovdor. En dessous des 100 kilomètres existent 90 autres routes régionales traversant la partie occidentale de l'oblast, aucune route n'allant jusqu'à l'extrémité est de la péninsule de Kola.

### Autres infrastructures
Entre 1992 et 2004 fut construit le pont de la baie de Kola (en) enjambant la baie du même nom, au sud de Mourmansk. Long de 1,6 kilomètre, il est le plus long pont automobile au nord du cercle polaire arctique. Il ouvrit en 2005, coûta 5,2 milliards de roubles, et permit d'ajouter un pont routier de plus à ceux de la Kola et de Touloma.

## Transport ferroviaire

Carte des chemins de fer de l'oblast. En noir les lignes en service, en rouge détruites et en bleu/vert en projet.

Le transport ferroviaire dans la région existe depuis 1916, lorsque la région devenue stratégique alors que la première guerre mondiale était en jeu. Il a depuis plus de 100 ans évolués, avec des ajouts ainsi que destructions de lignes. Aujourd'hui, la région est desservie par 870 kilomètres de voies de chemin de fer, dont 439 km sont électrifiés. Presque tout le réseau est électrifié en courant alternatif (416 km), sauf les 23 kilomètres entre Apatity, Kirovsk et Titan. Près de 10 000 travailleurs sont employés par les chemins de fer russes. L'oblast fait partie de la filiale régionale du chemin de fer d'Octobre (en), avec sa division de Mourmansk (ru).
Au sein de l'oblast se trouvent trois lignes de passagers régionales ; entre Kandalakcha et Mourmansk ; entre Kandalakcha et Poïadonka et entre Mourmansk et Apatity. Il y a 5 gares et 54 autres stations de type halte. En 2021, 68 000 passagers régionaux ont été transportés dans l'oblast.

### Principales lignes
Les chemins de fer traversant la région sont :
- La section septentrionale de la voie ferrée de Mourmansk (section de plus de 350 km), de la frontière avec la Carélie jusqu'à Mourmansk. C'est la ligne de passagers la plus au nord du monde ;
- Le chemin de fer Kola-Nikel (avec une branche vers Petchenga) ;
- Celui d'Olenegorsk - Montchegorsk ;
- Le chemin de fer Apatity - Titan ;
- Le chemin de fer Pinozero - Kovdor ;
- Celui de Routchi - Alakourtti ;
- Le chemin de fer Mourmansk - Vaenga.

## Transport maritime

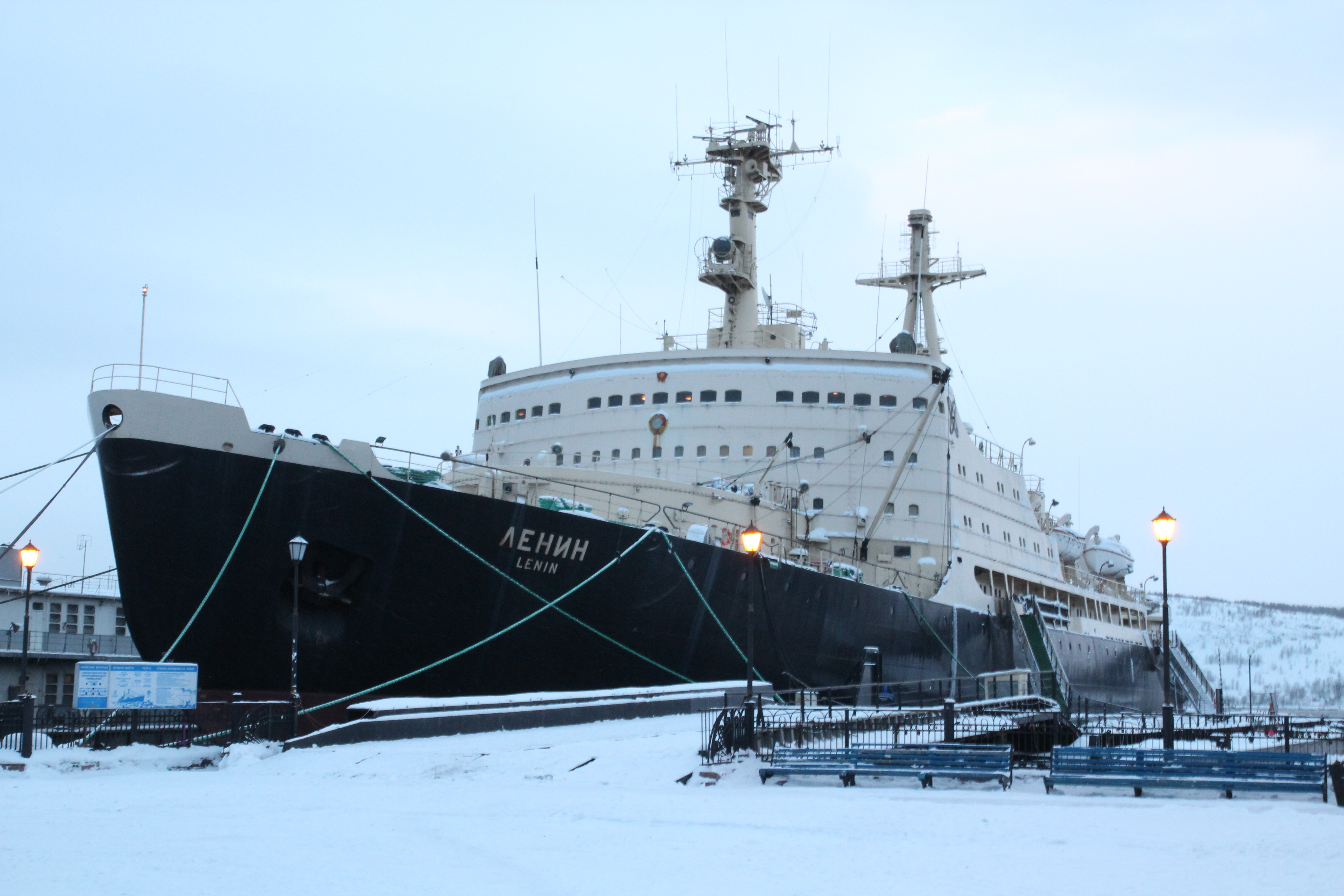
Brise-glace Lénine.

L'oblast de Mourmansk, a contrario d'autres régions russes aux mêmes latitudes, ne voit pas ses eaux geler en hiver grâce au courant norvégien. La région est ainsi devenue stratégique pour la Russie, et en particulier les ports de Mourmansk et de ses alentours, qui sont en eaux profondes. La flotte du Nord a élu domicile à la base navale de Poliarny juste à côté de Mourmansk, tandis que l'oblast tire une part importante de son économie du transport, en particulier maritime,. En 2018, la région a transporté 14 % de toutes les marchandises transportées par voie maritime en Russie. Il y a deux autres ports dans l'oblast : le port de Kandalakcha et le port de Vitino.

Depuis l'époque soviétique, Mourmansk est le port d'attache de nombreux brise-glace russes et depuis 1957 de brise-glace à propulsion nucléaire, parmi lesquels ceux de la classe Arktika et auparavant du Lénine, le premier du genre. De plus, le seul navire cargo à propulsion nucléaire toujours en service, le Sevmorput, a son port d'attache à Mourmansk. Dans le domaine militaire, le chantier naval no 10 à Poliarny a construit certains sous-marins soviétiques.

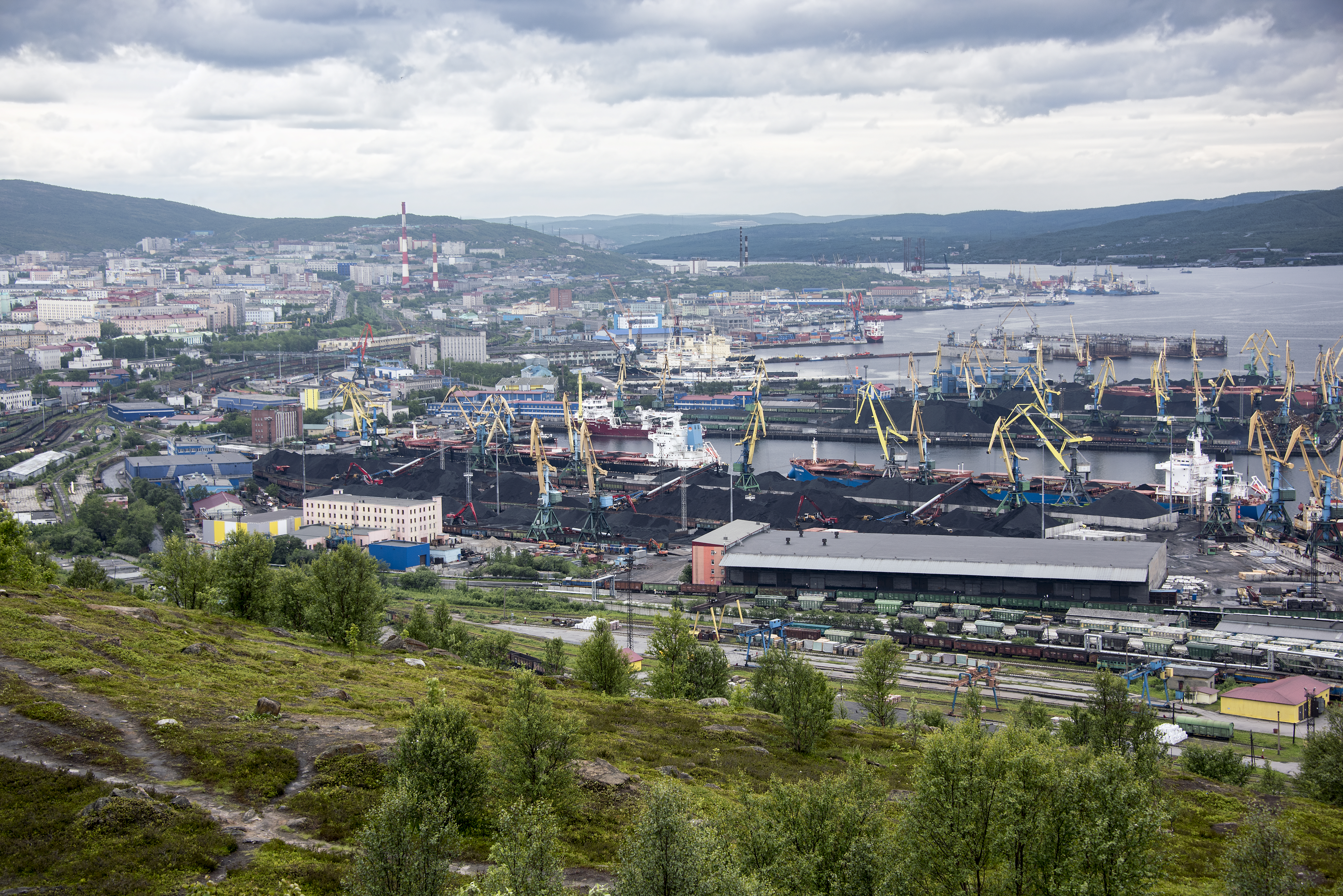
Port de Mourmansk.

La compagnie maritime de Mourmansk, fondée en 1939, est l'une des plus grandes entreprises de la région, et contrôlait 303 navires en 2014. Elle détient la plupart des brise-glace de la région, sauf ceux à propulsion nucléaire, gérés par Atomflot. Alors que la première est une société par actions ouverte, la seconde est détenue totalement par l'État russe au travers de Rosatom; l'Agence fédérale de l'énergie atomique.
Ces navires ont gagné en importance ces dernières décennies avec le réchauffement climatique et la fonte de la banquise. Le sujet se trouve le long de la route maritime du Nord, route maritime praticable actuellement seulement en été, mais que les brise-glace font en sorte d'étendre sa période d'ouverture au maximum.

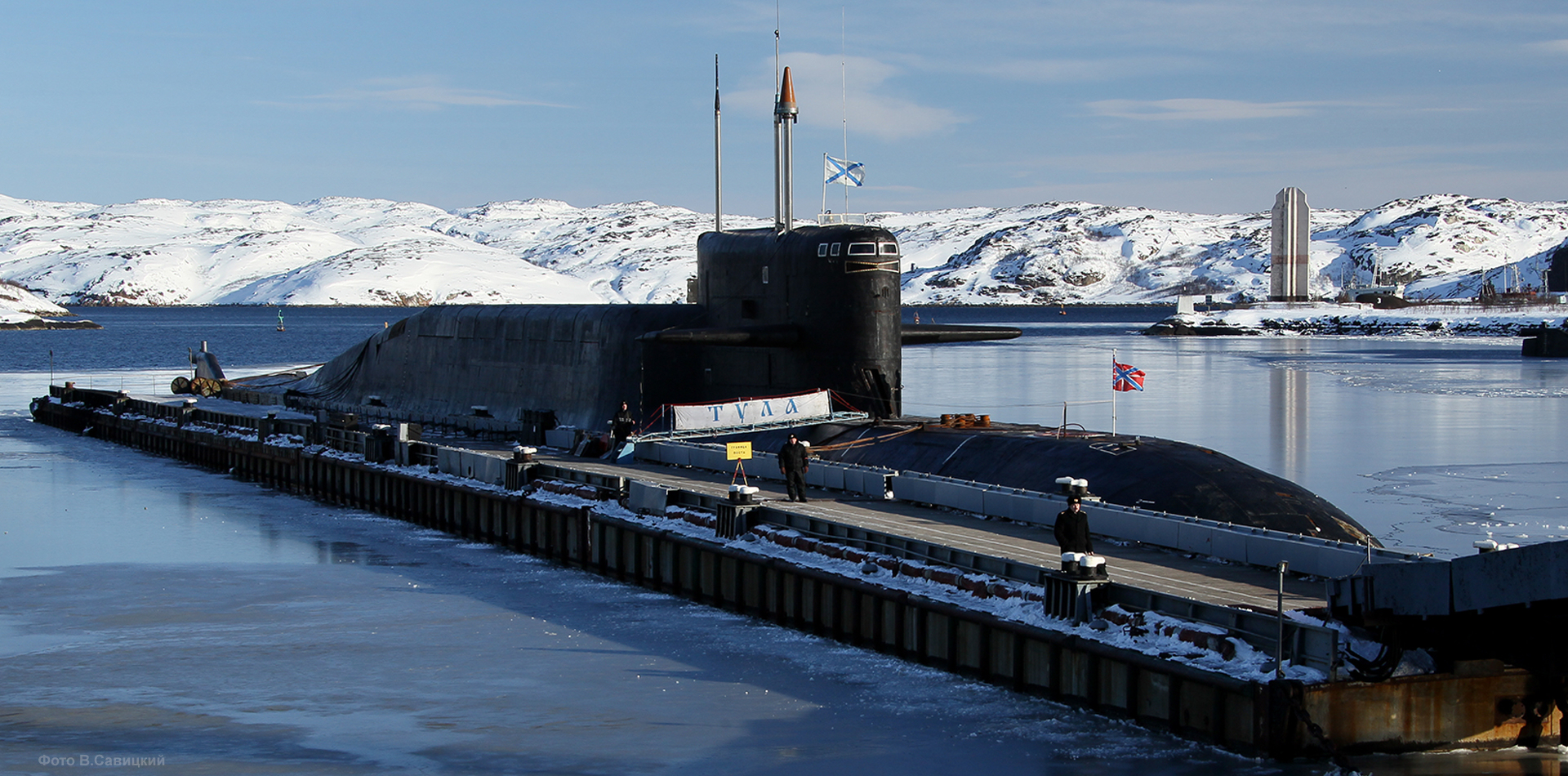
Sous-marin à Gadjievo

Le principal port commercial de la région est le port de Mourmansk (en), qui est à la fois pour les marchandises et pour les passagers avec une gare maritime (en). Le Claudia Ielanskaïa (ru), navire à passagers d'une capacité de 224 passagers, relie Mourmansk aux localités reculées de d'Ostrovnoï, de Sosnovka, de Tchapoma, de Tetrino et de Tchavanga. Sinon, l'oblast dispose de deux autres ports, le port pétrolier de Vitrino (ru) au sud de Kandalakcha et le port de Kandalakcha (ru) dans la ville même, qui transporte surtout de la houille.
Le port de Mourmansk devrait subir ces prochaines années d'importantes rénovations, afin de pouvoir gérer l'augmentation du flux de marchandises, projet désigné comme hub de transport de Mourmansk. Cette augmentation est due à l'exploitation de nouveaux gisements de gaz et de pétrole dans l'Arctique, auquel l'oblast devrait servir de hub de transport, car ses eaux ne gèlent pas en hiver. Parmi ces gisements, on retrouve celui de Prirazlomnoïe en Nénétsie. D'après des estimations, ce hub pourrait faire augmenter de 14,7 % de le produit régional brut, soit 32,3 milliards de roubles (2017).

## Transport aérien

### Principales dessertes
Quant au transport aérien, la région est desservie par l'aéroport Nicolas II de Mourmansk, principal aéroport de l'oblast, avec près de 1 300 000 passagers en 2022, malgré la guerre, soit une baisse de 4,2 % par rapport à 2021. Il est desservi par des liaisons vers Moscou, Saint-Pétersbourg, en saison vers Antalya et d'autres. De plus, la région dispose en plus petit de l'aéroport de Khibny, desservant les villes d'Apatity et de Kirovsk, et de celui de Lovozero. Il y a aussi dans l'oblast des liaisons en hélicoptère (de type Mi-8) vers des localités isolées. Dans le raïon de Ter, une ligne aérienne par Mi-8 existe ; Oumba - Varzouga - Kouzomen - Tchavanga - Tetrino - Strelna - Tchapoma - Pialitsa - Oumba. Et dans le raïon de Lovozero, deux existent, l'une faisant Lovozero - Krasnochtchelié - Lovozero et une autre faisant Lovozero - Kanevka - Sosnovka - Lovozero.

### Bases aériennes

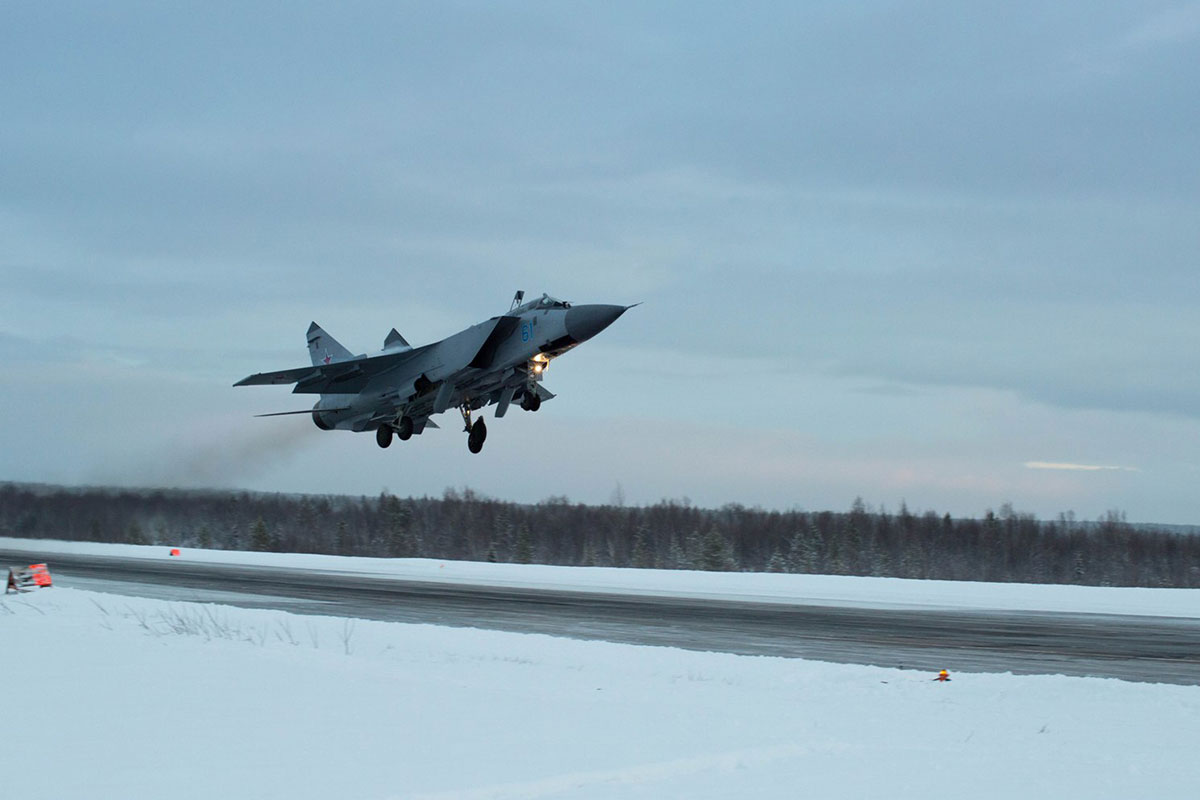
Mi-G 31 décollant de la base de Montchegorsk.

De plus, l'Armée possède plusieurs bases, d'où partent des avions militaires tels que le Mi-G 31 ou le Tu-22M, dont celles de :
- Alakourtii
- Afrikanda
- Kilpiavr
- Kochka-Iavr
- Louostari
- Montchegorsk
- Olenia
- Severomorsk-1
- Severomorsk-2
- Severomorsk-3